# ナイト・ゲーム/殺意のスタジアム
『ナイト・ゲーム/殺意のスタジアム』（原題：Night Game）は、1989年制作のアメリカ合衆国のスリラー映画。日本では劇場未公開。

## あらすじ
ヒューストンでは、金髪の美女が奇妙な形の凶器で惨殺される事件が連続して発生していた。元大リーガーの地元警察の敏腕刑事マイクは捜査を進めるうち、ある共通点を見つけ出す。それは事件が全て地元の大リーグ球団ヒューストン・アストロズが本拠地アストロドームでの試合で勝利した日、それもエースの左ピッチャーが勝利した日に起きているというものだった。そして、最初の殺人が起きたのはそのエースピッチャーの結婚式と同じ日で、式の際に撮られた写真には不審な人物が写り込んでいた。

## キャスト
※括弧内は日本語吹替。
- マイク：ロイ・シャイダー（羽佐間道夫）
- ロキシー：カレン・ヤング（戸田恵子）
- ネルソン：リチャード・ブラッドフォード（富田耕生）
- ブルサード：ポール・グリーソン
- アルマ：カーリン・グリン
- ウィッティ：レイン・スミス
- エップス：レックス・リン

※テレビ放送：TBSテレビ『水曜ロードショー』1992年6月17日
放送時のタイトルは『ナイター殺人事件/戦慄のスタジアム』